# Sigenot
Die Sage von Sigenot, entstanden um 1300 im schwäbisch-alemannischen Raum, gehört in den Bereich der aventürehaften Dietrichepik. Sie beschreibt, wie Dietrich von Bern im Kampf gegen den Riesen Sigenot unterliegt, dieser ihn in eine Drachenhöhle wirft und wie er schließlich von seinem ihm nachfolgenden Erzieher und Waffenmeister Hildebrand daraus gerettet wird. Laut Schneider und Wisniewski (1964) war die Sage anfangs nur ein Prolog zum Eckenlied, der dann immer mehr aufgeschwellt wurde.
Im Älteren Sigenot (44 Strophen, in ältester Handschrift) findet Dietrich den schlafenden Riesen Sigenot im Wald und weckt ihn. Sigenot erkennt am Helm Hildegrim in Dietrich denjenigen, der seinen Verwandten Grine (Grim) erschlagen hat. Er schlägt Dietrich nieder und wirft ihn in ein Verlies. Danach wandert er nach Bern, um sich auch an Hildebrand zu rächen, begegnet ihm schon vorher im Wald, besiegt ihn und will ihn auch ins Verlies werfen. Hildebrand kann sich aber befreien, erschlägt Sigenot und befreit mit Hilfe des Zwergenkönigs Eggerich Dietrich aus dem Verlies. Zurückgekehrt werden beide in Bern fröhlich empfangen.

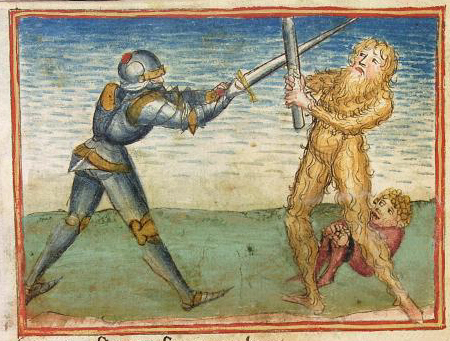
Cod. Pal. germ. 67, Blatt 19r (Ausschnitt) – Dietrich im Kampf mit dem Wilden Mann. Zu Füßen des Wilden Mannes der Zwerg Baldung (Werkstatt des Ludwig Henfflin, um 1470)

Der jüngere Sigenot (etwa 200 Strophen je nach Textüberlieferung) hat eine längere Vorgeschichte. Hildebrand berichtet Dietrich von Sigenot, Dietrich will trotz Warnung Hildebrands mit Sigenot kämpfen. Unterwegs kann Dietrich den Zwerg Baldung aus der Gewalt eines wilden Mannes befreien. Baldung schenkt ihm einen Wunderstein. Dietrich begegnet Sigenot, wird besiegt, in eine Schlangenhöhle geworfen, der Wunderstein schützt ihn. Hildebrand, der Dietrich sucht, begegnet Sigenot, wird von ihm besiegt, in die Höhle geschleppt. Von Sigenot allein gelassen kann sich Hildebrand befreien, Dietrichs an der Wand hängende Rüstung anlegen und Sigenot nach seiner Rückkehr besiegen und erschlagen. Eggerich hilft wieder, Dietrich zu befreien.
Es gibt acht Handschriften vom frühen 14. bis ins späte 15. Jahrhundert und mindestens 21 Drucke aus den Jahren 1487 bis 1661. Damit ist der Sigenot der erfolgreichste Vertreter der aventürehaften Dietrichepik. Graf Gottfried Werner von Zimmern ließ nach 1514 auf seiner Burg Wildenstein bei Sigmaringen Fresken anbringen, von denen 32 noch erhalten sind.
Das Epos mag damals beliebt gewesen sein, heute wird seine Qualität als gering eingeschätzt. Allerdings ist es wegen der Erwähnung von Grim und Hilde sagengeschichtlich bedeutsam, da die Sage von Grim und Hilde sonst nur in der Prosa-Überlieferung der Thidrekssaga überliefert ist.